# Polycyrtus bulbosus
Polycyrtus bulbosus är en stekelart som beskrevs av Joseph Augustine Cushman 1931. Polycyrtus bulbosus ingår i släktet Polycyrtus och familjen brokparasitsteklar. Inga underarter finns listade i Catalogue of Life.